# Grand Theft Autumn/Where Is Your Boy?
«Grand Theft Autumn/Where Is Your Boy» es una canción de la banda de rock estadounidense Fall Out Boy. La pista se lanzó como el primer sencillo del álbum Take This to Your Grave (2003) en el Reino Unido y el segundo en los Estados Unidos. Su publicación también se dio en un vinilo amarillo y en un álbum split con la banda británica My Awesome Compilation. La canción cuenta con una versión acústica lanzada en el EP My Heart Will Always Be the B-Side to My Tongue (2004) y un remix dance  incluido en la reedición Take This to Your Grave: Director's Cut de 2005.
Luego de la publicación del disco From Under the Cork Tree (2005) la canción fortaleció su popularidad en el mercado estadounidense y esto le ayudó en septiembre de 2005 a alcanzar la posición 84 en la ahora desaparecida lista Pop 100 de Billboard. Posteriormente, y luego de 20 años de su lanzamiento, la Recording Industry Association of America (RIAA) la certificó con un disco de platino por ventas superiores al millón de copias.

## Antecedentes y letra
Las letras tratan sobre los celos y el amor no correspondido. Tanto al vocalista Patrick Stump como al bajista Pete Wentz no les gustaba «Grand Theft Autumn/Where Is Your Boy» durante el proceso de grabación; a Stump en particular no le gustaba la apertura a capela, que fue idea del productor Sean O'Keefe. El título de la canción fue tomado, sin permiso, de una canción del grupo emo Braid y, posteriormente, se convirtió en el nombre del sello discográfico fundado por los miembros de Braid, Roy Ewing y Todd Bell.

## Video musical
El video musical, dirigido por Dale «Rage» Resteghini, fue filmado en una cabaña en el río Muskegon, en el estado de Míchigan, propiedad de Myron, vocalista de la banda Dirty Americans. El chico acosador en el video es interpretado por Jeremiah Pilbeam, también integrante de Dirty Americans. Por su parte, la chica es interpretada por la actriz/bailarina Leila Mahadin. Este comienza con un primer plano del Stump mientras empieza a cantar, luego corta para mostrar al resto de la banda tocando al aire libre en la nieve. A lo largo del video, las tomas de la banda se entrelazan con la trama del video. La trama muestra a un chico con una cámara de mano caminando por el bosque. Llega a una casa y se queda allí por un breve período de tiempo. Una chica se despierta y lo nota. Ella comienza a vestirse. Él la graba mientras se pone la ropa. Ella mira por la ventana hacia el chico, lo que lo asusta y lo hace huir. Él llega a su camioneta y abre la puerta, solo para encontrar a la chica adentro, y comienzan a besarse. La última vez que se ve a la chica es cuando sonríe al chico. El video termina con un primer plano de Patrick Stump.

## Posicionamiento en listas
| País (Lista 2005)        | Mejor posición |
| ------------------------ | -------------- |
| Estados Unidos (Pop 100) | 84             |

## Certificaciones
| País           | Organismo certificador | Certificación | Ventas certificadas | Ref.  |
| -------------- | ---------------------- | ------------- | ------------------- | ----- |
| Estados Unidos | RIAA                   | Platino       | 1 000 000           | [ 4 ] |